# JCSAT-13
O JCSAT-13 (também conhecido por JCSAT-4B) é um satélite de comunicação geoestacionário japonês construído pela Lockheed Martin que está localizado na posição orbital de 124 graus de longitude leste e é operado pela SKY Perfect JSAT Corporation. O satélite foi baseado na plataforma A2100AXS e sua vida útil estimada é de 15 anos.

## História
A Lockheed Martin foi premiada em abril de 2009 com um contrato de milhões de dólares pela SKY Perfect JSAT Corporation (SKY Perfect JSAT) do Japão para construir seu próximo satélite de comunicações geoestacionário. Designado de JCSAT-13, o satélite foi lançado em 2012.
O JCSAT-13 conta com uma carga útil com 44 transponders em banda Ku fixos incorporando canais de comunicação de alta potência que proporciona uplink e downlink com cobertura sobre o Japão, Ásia e a Oceania. Além disso, duas antenas orientáveis fornecem cobertura para mercados novos e emergentes, bem como a cobertura de resposta rápida, abrangendo a Terra visível a partir de seu slot orbital para cobrir uma área geográfica em cima de curto prazo e, dependendo dos requisitos de capacidade, fornecendo vários transponders em cada feixe orientável. Com comutação extensiva on-board que permite a reconfiguração da capacidade da carga útil em órbita, permitindo um uso mais eficiente no plano de frequências.
O satélite foi colocado na posição orbital de 124 graus de longitude leste para substituir JCSAT-4A (JCSAT-6).
Originalmente, o JCSAT-13 estava previsto para ser lançado somente em 2013, mas a empresa decidiu antecipar o seu lançamento para o final de 2011, quase dois anos antes do cronograma original. Mas, devido a problemas de programação do veículo lançador, o lançamento do mesmo foi adiado para 2012.

## Lançamento
O satélite foi lançado ao espaço com sucesso no dia 15 de maio de 2012, às 22:13 UTC, por meio de um veículo Ariane 5 ECA, lançado a partir do Centro Espacial de Kourou, na Guiana Francesa, juntamente com o satélite Vinasat-2. Ele tinha uma massa de lançamento de 4.528 kg.

## Capacidade e cobertura
O JCSAT-13 está equipado com 44 transponders em Banda Ku de alta potência para fornecer uplink e downlink de cobertura sobre o Japão, Ásia e Oceania. Além disso, duas antenas orientáveis irão fornecer cobertura para mercados novos e emergentes.